# Košuća
Košuća (cyr. Кошућа) – wieś w Bośni i Hercegowinie, w Republice Serbskiej, w gminie Kozarska Dubica. W 2013 roku liczyła 146 mieszkańców.